# ГАЗ-3344
ГАЗ-3344 — российский двухзвенный гусеничный снегоболотоход, предназначен для перевозки людей, грузов и различного технологического оборудования в особо тяжелых дорожных и климатических условиях. Производится Заволжским заводом гусеничных тягачей (Группа ГАЗ) с 2012 года, первый двухзвенный вездеход этого производителя.

## Описание

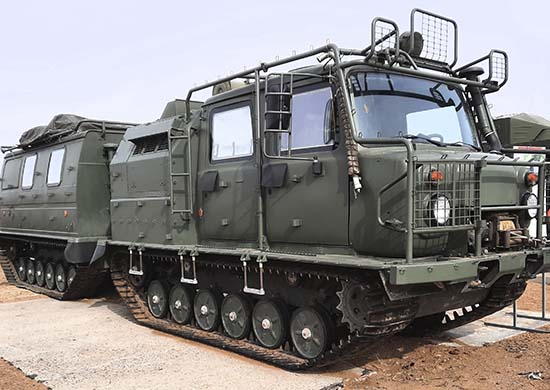
Снегоболотоход ГАЗ-3344-20 «Алеут»

В журнале «За рулём» ГАЗ-3344 сравнивается с двухзвенными вездеходами ДТ-10 и ДТ-30 производства компании «Витязь». Повышенная проходимость двухзвенных вездеходов этой модели связана с активным приводом на гусеницы обоих звеньев, низким удельным давлением на грунт (специальные резиновые гусеницы позволяют даже передвижение по асфальту без порчи покрытия) и гибкостью сочленения звеньев в горизонтальной и вертикальной плоскости. При движении по пересечённой местности двухзвенная гусеничная конструкция пройдёт участки, на которых однозвенная застрянет. В то же время конструктивное решение ГАЗ-3344 позволяет сделать сцепку жёсткой, что позволяет преодолевать траншеи шириной до 3 м.
Габариты ГАЗ-3344 подбирались из расчёта на условия, в которых будет эксплуатироваться машина. Так, общая ширина корпуса (чуть больше 2 м) позволяет ей проходить по лесным дорогам, рассчитанным на тракторы «Беларусь», у которых ширина составляет от 1,6 до 2 м; а ширина колеи соответствует принятой в России железнодорожной, таким образом обеспечивая возможность перемещения ГАЗ-3344 по рельсам в отсутствие других дорог. Может машина передвигаться и вплавь за счёт герметичности нижней части корпуса, скорость передвижения по воде — до 6 км/ч.
Первое звено снегоболотохода является силовым модулем, в котором расположена кабина на пять человек и моторно-трансмиссионное отделение. Второе звено может быть изготовлено в различных вариантах:
- цельнометаллический пассажирский модуль (15 посадочных мест)
- грузовая платформа полезной нагрузкой до 2500 кг
- аварийно-спасательный модуль
- пожарный модуль
- буровая установка
- телескопическая вышка-подъёмник
- лесопатрульный комплекс
- медицинский модуль
- пункт технической помощи

Техника агрегатируется двигателем Cummins или ЯМЗ 53402, предпусковым подогревателем Webasto, автоматической коробкой перемены передач Allison. Рулевое управление на технике аналогично легковому транспорту. На снегоболотоходе устанавливается асфальтоходный гусеничный движитель с резинометаллическим шарниром и со съёмными резиновыми башмаками.
Снегоболотоход рассчитан на эксплуатацию и безгаражное хранение при температурах окружающего воздуха от −40°С до + 40°С, а также в горной местности с высотой над уровнем моря до 4650 м

## Технические характеристики
- Масса снегоболотохода, кг:
  - снаряженная — 7500
  - полная — 10 000
  - грузоподъемность первого звена — 500
  - грузоподъемность второго звена — 2500
- Количество посадочных мест:
  - в кабине переднего звена — 5 (с водителем)
  - в салоне второго звена (пассажирская версия) / в том числе спальных — 15 / 6

### Эксплуатационные характеристики
- максимальная скорость на шоссе, км/ч — 60
- максимальная скорость на плаву, км/ч — 5…6
- расход топлива по шоссе, л/100 км — 50
- запас топлива, л — 400
- запас хода по топливу, км — 800
- Двигатель — Cummins ISB4.5E3 185 (дизельный, рядный 4-цилиндровый с турбонаддувом)
- рабочий объём, л — 4,5
- мощность, кВт (л. с.) — 138 (185)
- Максимальный крутящий момент, брутто, кН·м — 650

### Показатели проходимости
- среднее удельное давление на грунт, кПа (кгс/см2) — 20,0 (0,20)
- угол преодолеваемого подъема, град — 35
- угол бокового крена, град — 25
- минимальный радиус поворота по оси машины, м — 10